# Concerto per tromba (Haydn)
Il concerto per tromba di Joseph Haydn è uno dei più noti concerti del compositore austriaco. Pose delle significative basi per creare standard nuovi nella storia della tromba.

## Storia
All'epoca, l'anziano compositore era rientrato in Austria da un soggiorno a Londra. Dall'incontro con il trombettista  Anton Weidinger nacque l'idea di questo concerto. Weidinger stava cercando una nuova composizione per la sua invenzione, la tromba a chiavi. Lo strumento era stato da Weidinger battezzato "tromba organizzata" (organisierte Trompete) e si basava su modelli simili creati in precedenza da altri.
Il nome dell'ambiziosa creazione (che preludeva alla moderna tromba a pistoni) era dovuto al fatto che al contrario dei vecchi modelli (tromba naturale) permetteva l’esecuzione di tutte le note all’interno della scala cromatica; il concerto di Haydn divenne il primo concepito per questo strumento: il compositore fece ovviamente largo uso della nuova possibilità tecnica.
Weidinger avrebbe partecipato alla prima come solista, ma all'epoca tali rappresentazioni sperimentali costituivano un rischio tecnico abbastanza noto, perché già altri all'epoca fallivano in intenti del genere. Per questo, la prima di questo concerto fu solo quattro anni dopo l'epoca di composizione: ebbe luogo al Burgtheater di Vienna, nella famosa Redoutensaal, la quale tuttavia pare fosse vuota.
Il concerto per tromba divenne famoso soltanto più tardi; fu l'ultima composizione puramente strumentale di Haydn, che successivamente si sarebbe dedicato alle sue grandi composizioni vocali come gli oratori e le messe. 
Per quanto riguarda le sorti della tromba a chiavi, una ventina di anni più tardi avrebbe cominciato a imporsi la sempre più affidabile versione chiamata tromba a pistoni, che persegue gli stessi scopi artistici e che avrebbe scalzato quella a chiavi. È del resto con il moderno modello a pistoni che generalmente al giorno d'oggi si esegue non solo il presente concerto, ma anche l'altra nota composizione concepita per la tromba di Weidinger, il concerto di Johann Nepomuk Hummel.

## Movimenti
- L’Allegro in mi bemolle maggiore è strutturato in forma-sonata.

- Segue un Andante in la bemolle maggiore, anch’esso in forma sonata, anche se ricorda da vicino la celebre melodia dell'inno Gott! Erhalte Franz den Kaiser che vide la luce sempre in quel periodo ad opera di Haydn. Si tratta di motivo che venne usato sia per l'inno austriaco che per quello tedesco.

- Il finale è composto da un Allegro in forma di rondò, che dopo l'atmosfera tranquilla con il quale si concludeva il secondo movimento, ripristina la tonalità originale della composizione e reintroduce momenti virtuosistici.

## Organico
Tromba solista. Archi. 2 flauti, 2 oboi, 2 fagotti, 2 corni, 2 trombe, timpani.